# Cytomegalovirus
Cytomegalovirus
Pour les articles homonymes, voir CMV.
Genre
Cytomegalovirus est un genre de virus de la famille des « Herpesvirus ».
Le cytomégalovirus humain (hCMV) Cytomegalovirus humanbeta5, aussi appelé Herpesvirus humain de type 5 (HHV-5), est un virus responsable d'infections passant le plus souvent inaperçues. Son caractère pathogène survient surtout chez des patients dont les défenses immunitaires ont été affaiblies, tels ceux traités par immunosuppresseurs, atteints par le sida et les fœtus. Le CMV rend aussi vulnérables les patients déjà atteints d'une maladie systémique, cette dernière pouvant provoquer une immunodépression.

## Liste des espèces
L'ICTV identifie les espèces suivantes :
- Cytomegalovirus aotinebeta1 ex Herpesvirus aotus 1 (AoHV-1)
- Cytomegalovirus cebinebeta1
- Cytomegalovirus cercopithecinebeta5 ou cytomégalovirus du singe vert (CeHV-5)
- Cytomegalovirus humanbeta5 ou cytomégalovirus humain
- Cytomegalovirus macacinebeta3 ex Cercopithecine herpesvirus 8 (CeHV-8, 1999-2008) ou cytomégalovirus du singe rhésus
- Cytomegalovirus macacinebeta8
- Cytomegalovirus mandrillinebeta1
- Cytomegalovirus paninebeta2
- Cytomegalovirus papiinebeta3
- Cytomegalovirus papiinebeta4
- Cytomegalovirus saimiriinebeta4